# Hartwig Altenmüller
Hartwig Altenmüller, nascido em 1938, em Saulgau, na Alemanha, é um egiptólogo e professor alemão. Ele tornou-se professor do Institute of Archaeology, um departamento da University of Hamburg, em 1971. 
Ele trabalhou como egiptólogo em Sacara de 1969 a 1982, e então no Vale dos Reis, onde trabalhou nas tumbas KV13, KV14 e KV47 de 1984 a 1998, aposentando-se em 2003.